# Ida Isaksson-Sillén

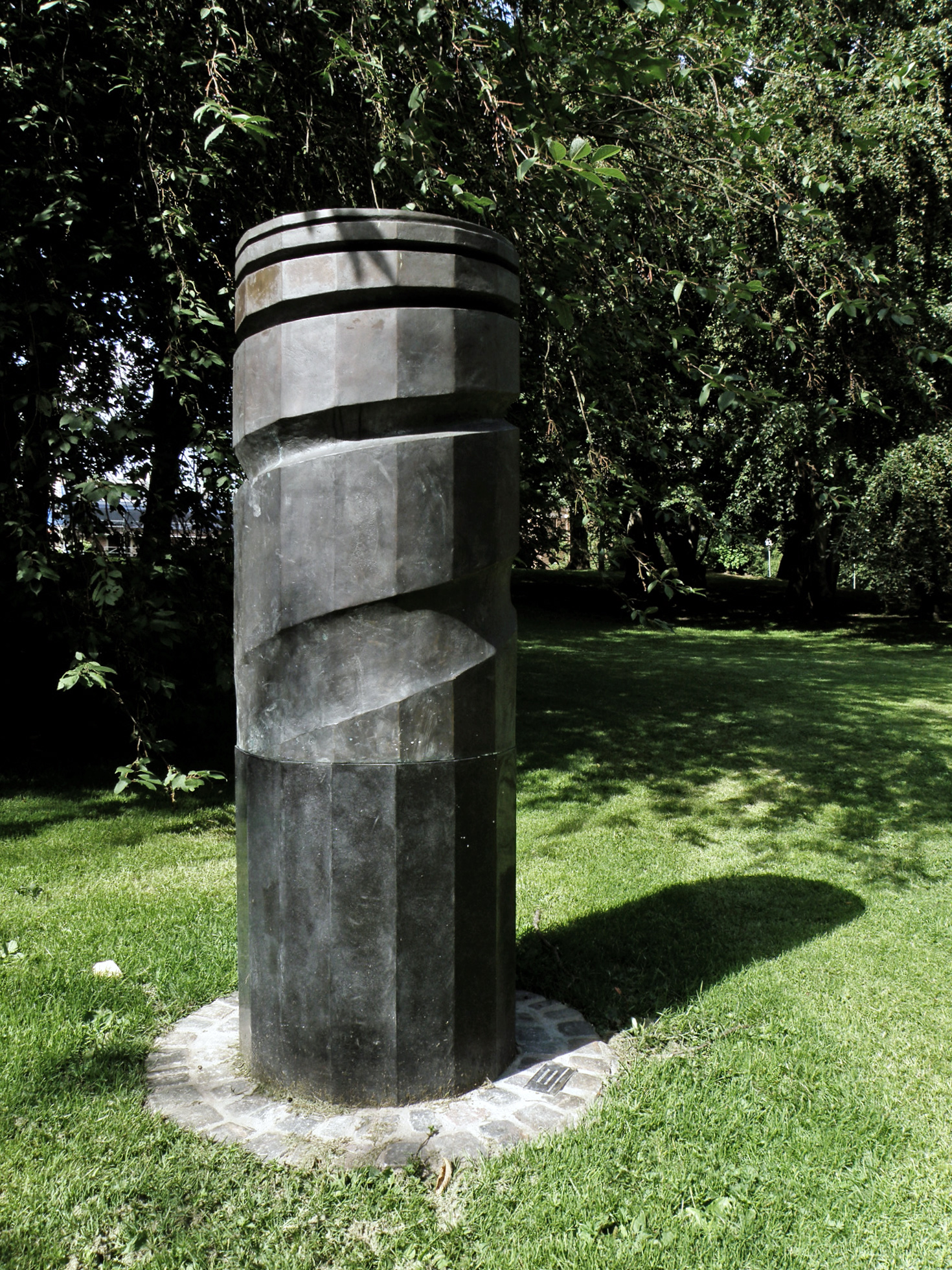
Acceleration, av Ida Isaksson-Sillén, placerat i Vasaparken, Göteborg, år 2000.

Ida Ingegerd Isaksson-Sillén, född Isaksson den 14 september 1933 i Överkalix församling, Norrbottens län, är en svensk konstnär, främst verksam som  skulptör, bosatt i Stockholm.
Hon är dotter till folkskolläraren William Isaksson och Gunhild Andersson och från 1957 gift med Gösta Daniel Sillén.
Hon utbildade sig på dåvarande Slöjdföreningens skola (Slöjdis) i Göteborg och Skulpturskolan på Konsthögskolan Valand, som hon gick ut 1961, och på Bryssels konstakademi. Därefter genomförde hon ett antal studieresor till Egypten, Sudan, Grekland, Nederländerna, Frankrike och Italien. Hon har varit verksam konstnär sedan 1960-talet och har i sin praktik intresserat sig för utforskande av rum och rörelse, främst i form av skulpturer, men även teckning, combines och fotobaserade verk. Som skulptör har hon arbetat i material som brons, trä, sten, stål, betong och plast. 
Hennes skulpturkonst omfattar naturstuderade porträtt, figurstudier och abstrakta associationsrika former.
Debututställning på Galleri Hos Petra, Stockholm, 1965. Hon har haft större separatutställningar på Bror Hjorths Hus i Uppsala, på Södertälje Konsthall och på Millesgården på Lidingö. Hon finns bland annat representerad på Moderna museet i Stockholm och med de offentliga verken Acceleration (2000) i Göteborg och Plastisk konstruktion (1966) i Askim.
Hon medverkade några gånger i Decemberutställningarna på Göteborgs konsthall, Liljevalchs Stockholmssalong och som inbjuden utställare på Den Fries sommarutställning i Köpenhamn.